# Yerre

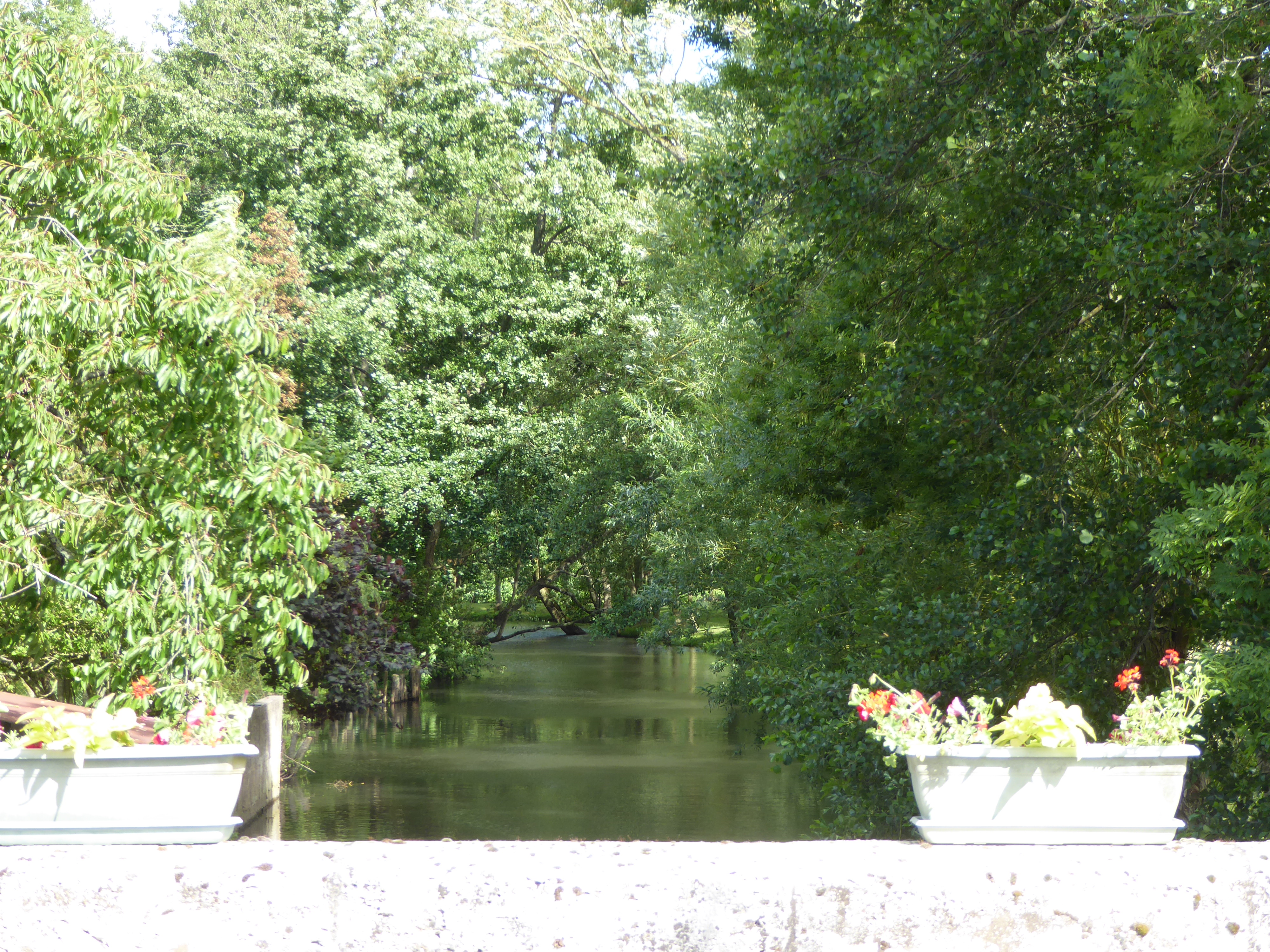
Die Yerre in Chapelle-Royale

Die Yerre ist ein Fluss in Frankreich, der im Département Eure-et-Loir in der Region Centre-Val de Loire verläuft. Sie entspringt im Regionalen Naturpark Perche im Gemeindegebiet von Chapelle-Guillaume, entwässert anfangs in östlicher, später in südöstlicher Richtung und mündet nach rund 49 Kilometern unterhalb von Saint-Hilaire-sur-Yerre als rechter Nebenfluss in den Loir.

## Orte am Fluss
- La Bazoche-Gouet
- Chapelle-Royale
- Arrou
- Courtalain
- Saint-Hilaire-sur-Yerre